# Diana Ross & the Supremes Sing and Perform "Funny Girl"
Diana Ross & the Supremes Sing and Perform "Funny Girl" è un album di cover dei brani del musical Funny Girl, registrato dal gruppo musicale femminile R&B statunitense Diana Ross & The Supremes e pubblicato nel 1968 dalla Motown Records.

## Tracce
1. Funny Girl
2. If a Girl Isn't Pretty
3. I Am Woman
4. The Music That Makes Me Dance
5. Don't Rain on My Parade
6. People
7. Cornet Man
8. His Love Makes Me Beautiful
9. Sadie, Sadie
10. I'm the Greatest Star

## Classifiche
| Classifica(1968)   | Posizione più alta |
| U.S. Billboard 200 | 150                |